# Campionat FIBA Amèriques de 2011
El Campionat FIBA Amèriques de 2011 (també conegut com el Preolímpic de Mar del Plata) va ser la 15ª edició del campionat de bàsquet del continent americà i es va realitzar en l'Estadi Poliesportiu Illes Malvines, Argentina, del 30 d'agost a l'11 de setembre de 2011. Aquest torneig va lliurar dues places per als Jocs Olímpics de Londres 2012 i els equips que van acabar entre la tercera i la cinquena posició van tenir una oportunitat per a jugar en el Preolímpic Mundial FIBA a jugar-se en el 2012. El torneig va ser guanyat per Argentina, que es va imposar a Brasil 80-75 en la final, el segon títol continental dels albicelests en la seua història.

## Equips participants
| Grup A               | Grup B      |
| -------------------- | ----------- |
| Canadà               | Puerto Rico |
| República Dominicana | Uruguai     |
| Veneçuela            | Panamà      |
| Brasil               | Argentina   |
| Cuba                 | Paraguai    |

## Equip All-2011 FIBA Amèriques
G –  Marcelinho Huertas

G –  Carlos Arroyo

F –  Manu Ginóbili

F –  Luis Scola (MVP del torneig)

C –  Al Horford